# Eccoptosage cincticornis
Eccoptosage cincticornis är en stekelart som först beskrevs av Cameron 1902.  Eccoptosage cincticornis ingår i släktet Eccoptosage och familjen brokparasitsteklar. Inga underarter finns listade i Catalogue of Life.